# John Grobham Howe
John Grobham Howe (1625-1679) de Langar Hall, Nottinghamshire est un homme politique anglais qui siège à la Chambre des communes entre 1659 et 1679.

## Biographie

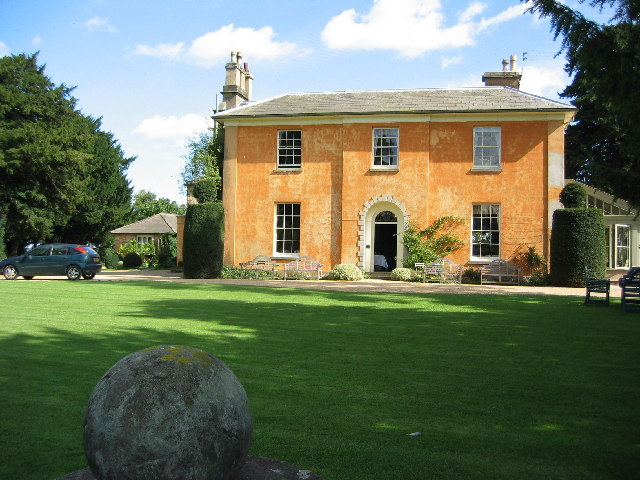
Langar Hall

Il est le fils cadet de John Howe (1er baronnet) (en) et de son épouse Bridget Rich, fille de Thomas Rich de North Cerney. Il entre à Lincoln's Inn en 1645.
En 1659, il est élu député du Gloucestershire au troisième Parlement du protectorat. Il est réélu député du Gloucestershire en 1661 pour le Parlement cavalier et siège jusqu'en 1679.
Howe est mort à environ 54 ans et est enterré à Langar le 27 mai 1679.
Il épouse Annabella, la fille illégitime d'Emanuel Scrope (1er comte de Sunderland) et Martha Jones, qui est la cohéritière de son père et apporte le manoir de Langar, Nottinghamshire à son mari. En 1663, le roi Charles lui accorde le rang de la fille légitime d'un comte et elle devient Lady Annabelle Howe. Ils ont quatre fils, Scrope Howe (1er vicomte Howe), John Grubham Howe (député de Gloucestershire), Charles Howe, Emanuel Scrope Howe et cinq filles.